# Eleonora Tennant
Eleonora Tennant, Eleonora Elisa Fiaschi Tennant (19. prosince 1893, Sydney, New South Wales – 11. září 1963, Kettering, Northamptonshire, Anglie) byla australská politická aktivistka, známá především díky svému zapojení do krajně pravicové politiky v Anglii. Ona a její manžel Ernest Tennant měli spojení s nacistickým Německem a ona neskrývala svůj antisemitismus. Dvakrát kandidovala za Konzervativní stranu do Dolní sněmovny, v roce 1931 a v roce 1945. V roce 1952 se vrátila do Austrálie a v roce 1961 kandidovala do Senátu za "Democratic Labour Party", Demokratickou stranu práce.

## Životopis
Eleonora Tennant se narodila v Sydney italsko-australskému vojenskému chirurgovi Thomasi Fiaschimu a jeho první manželce Catherine Ann (rozené Reynolds), která se narodila v Irsku a byla vychovávaná u jeptišek a poté byla poslána do školy v Anglii. V roce 1911 se v Austrálii setkala s Ernestem Tennantem, britským obchodníkem a bankéřem obchodujícím s Německem. Vzali se brzy, bylo jí teprve sedmnáct, a usadili se ve Velké Británii. Žili v domě rodiny Tennantových Orford House v malé středověké vesničce Ugley v Essexu. Měli spolu čtyři děti. Znali se s Joachimem von Ribbentropem a oba podporovali nacismus. Ernest Tennant byl vůdčí osobností Anglo-německého společenství (Anglo-German Fellowship), organizace, kterou pomohl založit v roce 1935 a která prosazovala užší vztahy mezi Velkou Británií a nacistickým Německem.

### Pravicová politička
U všeobecných voleb roku 1931 kandidovala Tennantová za Konzervativní stranu v obvodu Silvertown, tradiční baštu Labour Party ve východním Londýně. Její kandidaturu sponzorovala britská filantropka, politická aktivistka a sufražetka Lucy, Lady Houston navzdory nesouhlasu Ernesta. V roce, kdy konzervativci obecně zaznamenali drtivé vítězství, získala Tennantová 22,2% hlasů. To jí povzbudilo, proto zřídila ve svém volebním obvodu kancelář s cílem podporovat místní zaměstnavatele, aby přijímali více zaměstnanců, a přinutit místní radu k řešení některých problémů s bydlením. Znovu kandidovala ve všeobecných volbách v roce 1935, získala pouze 19,0%.
Během španělské občanské války navštívila Tennantová oblasti kontrolované nacionalisty poblíž portugalských hranic. Byla doprovázena falangistickým aktivistou a došla k závěru, že to, co bylo popisováno jako "Glorious Uprising" - Slavné povstání, nebylo úspěchem, válku vyprovokovali komunisté a k záchraně země je nutná diktatura. Ačkoli byla v zemi jen deset dní, po svém návratu do Velké Británie vydala Spanish Journey: Personal Experiences of the Civil War. Doma byla vedoucí osobností "Friends of National Spain", skupiny vytvořené lordem Godfrey Walter Phillimorem v roce 1937. Cílem bylo získat pro Francisca Franca podporu předních členů politické elity a šlechty, a v této skupině měla blízko k krajně pravicovému belgickému akademikovi Charlesi Saroléaovi, který, stejně jako Tennantová, v té době sídlil ve Skotsku.
Tennantová udržovala kontakt s mnoha krajně pravicovými aktivisty během druhé světové války a pravidelně se setkávala s Jeffrey Hammem, se kterým diskutovala o společné podpoře antisemitismu. S blížícím se koncem války Tennantová vedla dvě skupiny, „Never Again Association“ a „Face the Facts Association“, obě byla extrémní nacionalistická uskupení. Ačkoli ani jedno z těchto uskupení nepřitáhlo významné členy, ona je používala k prosazování svých názorů, jako byl například odpor k systému přídělu chleba. V roce 1945 kandidovala v Putney ve všeobecných volbách ve Spojeném království jako nezávislý konzervativec. V souboji proti oficiálnímu konzervativci a třem dalším kandidátům dostala pouze 144 hlasů, nejméně ze všech.
Tehdy se Tennantová otevřeně přihlásila ke svému antisemitismu a prohlásila, že je připravena „jít proti Židům“. Za tímto účelem spolupracovala se Sylvií Gosse a Margaret Crabtree z rezidenční čtvrti Belsize Park, které v říjnu 1945 zorganizovali petici „proti cizincům, proti plánům ubytovat židovské uprchlíky v metropolitní londýnské čtvrti Hampstead. Petice získala určitou podporu tisku a měla podporu i konzervativních poslanců Charlese Challena a Waldrona Smitherse, stejně tak Ernesta Benna a Společnosti pro individuální svobodu (Society for Individual Freedom). Tennantová se pokusila spojit s tímto narůstajícím hnutím i Jeffreye Hamma a oba uspořádali dne 21. listopadu 1945 meeting ve čtvrti Belsize Park. Před setkáním Hamm odstranil portrét Oswalda Mosleye ze strachu, aby Tennantovou, spojovanou s konzervativci, neodradil. Přesto na něj hluboce zapůsobila síla jejího odhodlání prosazovat politiku antisemitismu. Jejich iniciativa nebyla příliš úspěšná. Hammovy metody provokativní pouliční politiky a střety s levicovými skupinami byly pro elitu jako byli Gosseová a Crabtreeová nepřijatelné.

## Pozdější život
V roce 1948 manžel Eleonory Tennant podal žádost o rozvod z důvodu názorových neshod. Ona napadla rozvodové řízení s tím, že „vznesla námitky proti soužití s ním kvůli jeho sympatiím s nacisty“. V roce 1950 se Tennant znovu oženil. V roce 1952 se Eleonora přestěhovala do Winkleigh v Tasmánii, kde vedla farmu. Po několika úspěšných letech farmu prodala a koupila další farmy, přičemž poslední z nich založila na Diddleum Plains. Vrátila se k aktivní politice a kandidovala do Senátu za Democratic Labor Party v australských federálních volbách v roce 1961. Získala pouze 476 hlasů. Začala trpět srdečními problémy a vrátila se k rodině v Anglii. Zemřela v Ketteringu v Northamptonshire v roce 1963.